# Вормс, Густав
Густав Ипполит Вормс (фр. Gustave-Hippolyte Worms; 1836—1910) — французский драматический театральный актёр и музыкальный педагог; профессор декламации и музыки в Парижской Высшей национальной консерватории музыки и танца.

## Биография
Густав Вормс родился 26 ноября 1836 года в городе Париже в еврейской семье. 
Был сначала наборщиком, но, следуя непреодолимому влечению Мельпомены, вскоре поступил в Парижскую консерваторию, которую успешно окончил в 1857 году. 
В 1858 году он был приглашён в столичный театр Комеди Франсез. Недовольный тем, что не попал в сосьетеры, Вормс в 1864 году уехал в Россию. 
Прибыв в столицу Российской империи город Санкт-Петербург, Вормс дебютировал в Михайловском театре в постановках «Fiammina» и в «Le roman d’un jeune homme pauvre» и с особенным успехом в роли маркиза де Вильмэр. Большой мастер читать стихи и прозу, обладая прекрасными манерами, он, по мнению русского театрального критика Д. Д. Коровякова, «хотя и не отличался особенным мимическим талантом и горячностью игры, но тем не менее пользовался неизменным и вполне заслуженным успехом во всех ролях драматических любовников, в особенности в пьесах нового репертуара Александра Дюма мл. (Арман Дюваль в «La dame aux camélias» и др.), Э. Ожье, Сарду и прочих, до выхода из состава труппы Михайловского театра в 1875 году.» 
Вернувшись в родной город, Густав Вормс поступил на службу в театр «Gymnase», где имел большой успех в роли Армана Дюваля — героя романа Александра Дюма-сына «Дама с камелиями». 
Его популярность была так велика, что труппа «Comédie Française» пошла на уступки и в 1883 году Густав Ипполит Вормс был принят число сосьетеров.
С 1880 года занимал должность профессора декламации и музыки в Парижской Высшей национальной консерватории музыки и танца; среди его учеников, в частности, были: Маргарита Морено, Эдуард де Макс и Орельен Люнье-По.
В 1901 году артист оставил сцену.
Густав Ипполит Вормс скончался 19 ноября 1910 года.